# Гогенау, Вильгельм фон

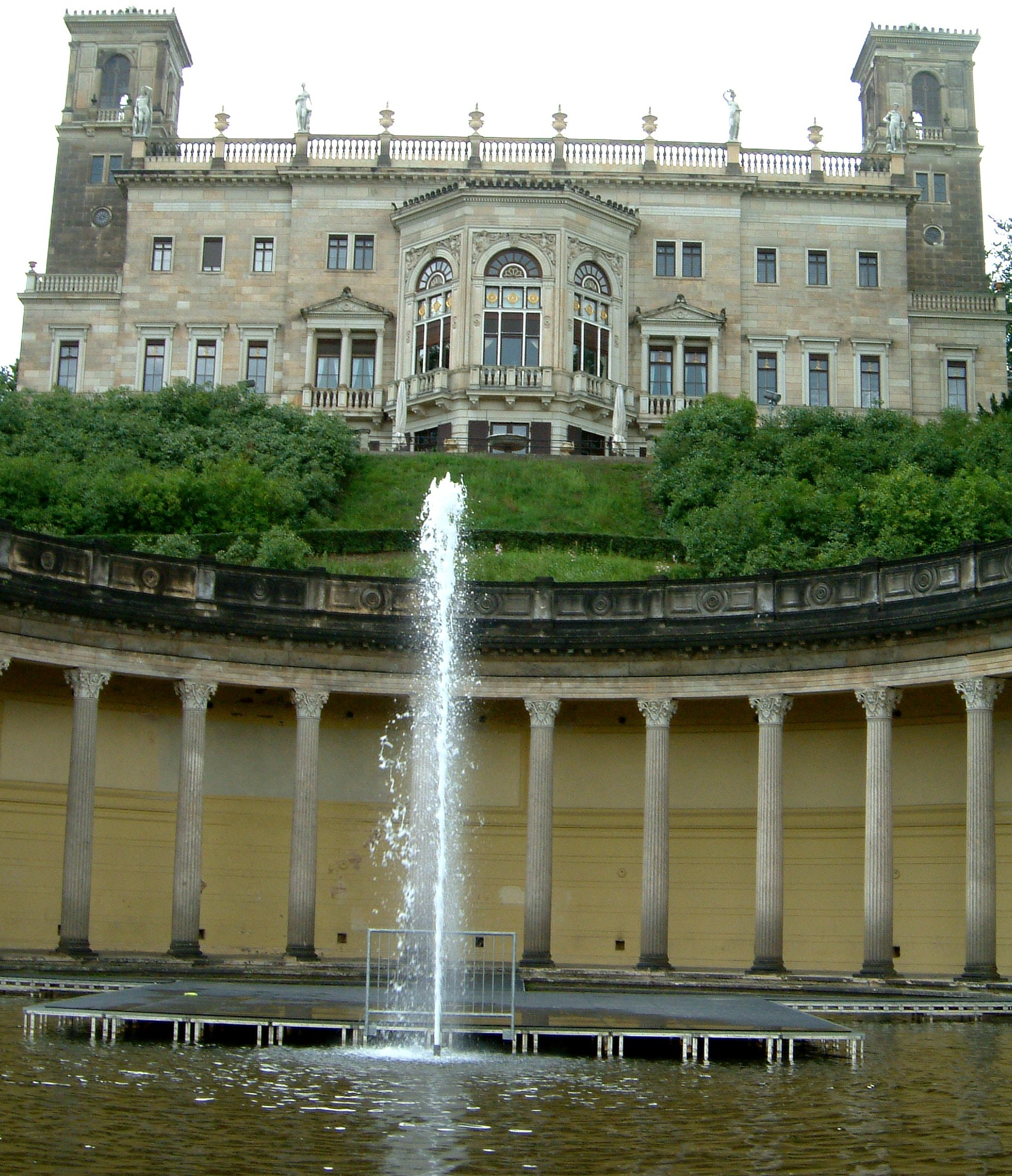
Замок Альбрехтсберг

Георг Альбрехт Вильгельм фон Гогенау (нем. Georg Albrecht Wilhelm von Hohenau; 25 апреля 1854, замок Альбрехтсберг близ Дрездена — 28 октября 1930, Бад-Флинсберг) — граф, прусский генерал.

## Биография
Вильгельм фон Гогенау родился во втором браке прусского принца Альбрехта, младшего брата короля Пруссии Фридриха Вильгельма IV и кайзера Вильгельма I, с Розалией фон Раух, графиней Гогенау, дочерью прусского военного министра Густава фон Рауха. Вследствие морганатического брака родителей не являлся членом дома Гогенцоллернов.
Вильгельм избрал военную карьеру в германской армии, дослужившись до звания генерал-лейтенанта, был флигель-адъютантом Вильгельма II и командиром 1-й гвардейской кавалерийской бригады. Оказался вовлечённым в скандал, последовавший за изобличением Максимилианом Гарденом порочных наклонностей ближайшего окружения германского императора. Против Вильгельма фон Гогенау были выдвинуты обвинения в уголовно преследуемом в те времена гомосексуализме в ходе так называемого процесса Гардена-Эйленбурга. Был оправдан, тем не менее, ещё до суда лишился воинского звания и был уволен из армии.
После смерти младшего брата Фридриха в 1914 году поселился в замке Альбрехтсберг, который был вынужден продать городу Дрездену в 1925 году, чтобы погасить карточные долги. Впоследствии проживал в стеснённых условиях в Дрездене. Похоронен рядом с матерью и братом на дрезденском Лесном кладбище Вайсер-Хирш.

## Потомки
Вильгельм был женат дважды. Его первой супругой в 1878 году стала графиня Лаура Заурма фон дер Ельч, с которой у него родилось две дочери:
- Элизабет фон Гогенау (15 июня 1879 — 27 мая 1956), вышла замуж за графа Эберхарда фон Матушу (1870—1920), 20 октября 1897 года. У них родились две дочери и сын.
- Мария Розалия фон Гогенау (23 октября 1880 — 1966), замужем не была. Детей не имела.

В 1887 году Вильгельм женился на дочери князя Гуго Гогенлоэ-Эрингена Маргарите, с которой у него родилось двое детей:
- Мария Виктория фон Гогенау (30 августа 1889 — 9 июня 1934), вышла замуж за барона Ганса Карла фон Дорнберга (1875—1924), 17 июня 1914 года. У них родились сын и дочь.
- Фридрих Вильгельм фон Гогенау (29 сентября 1890 — 26 февраля 1918), женат не был. Детей не имел. Погиб в Первую мировую войну.